# Józin (Sochaczew)
Pour les articles homonymes, voir Józin.
Józinc [ˈjuʑin] est un village polonais de la gmina de Rybno dans le powiat de Sochaczew et dans la voïvodie de Mazovie.